# Cas Dudgeon contra Regne Unit
El cas Dudgeon contra Regne Unit (1981) va ser un cas del Tribunal Europeu de Drets Humans (TEDH), que va sostenir que l'article 11 de la Llei d'esmena del dret penal de 1885, que tipificava com a delicte els actes homosexuals masculins a Anglaterra, Gal·les i Irlanda del Nord, violava el Conveni Europeu de Drets Humans. Aquest cas fou significant pels següents motius:
1. fou el primer cas que té èxit davant el TEDH sobre la criminalització de l'homosexualitat masculina
2. va aconseguir que en 1982 a Irlanda del Nord es derogués la llei;
3. es va conduir al Norris contra Irlanda, un cas posterior davant el Tribunal Europeu de Drets Humans presentat per Mary Robinson, que va impugnar l'aplicació continuada de la mateixa llei de 1885 en la República d'Irlanda; i
4. va servir de precedent legal perquè finalment el Consell d'Europa exigís com a requisit per a ingressar als seus membres que no tinguessin legislació que penés l'homosexualitat masculina o femenina.

## Context i judici
Al Regne Unit es va promulgar una llei en el codi penal de 1861 que penalitzava les relacions homosexuals masculines encara que fossin consentides i entre adults. Aquesta prohibició total de les relacions homosexuals es va derogar a Anglaterra i Gal·les en 1967 i a Escòcia en 1979. Però continuava vigent a Irlanda del Nord.
Jeffrey Dudgeon era treballador d'una empresa de transport i activista gai a Belfast, Irlanda del Nord, quan va ser interrogat per la Royal Ulster Constabulary sobre les seves pràctiques sexuals. Va interposar una denúncia davant la Comissió Europea dels Drets Humans en 1975,, que després d'una audiència en 1979 va declarar la seva denúncia admissible davant el Tribunal Europeu de Drets Humans. La primera audiència va ser a l'abril de 1981 davant un tribunal complet, compost de 19 jutges. Dudgeon va ser representat pels advocats Lord Gifford, Terry Munyard i Paul Crane.
El 22 d'octubre de 1981, el Tribunal va determinar que les lleis que penalitzaven les pràctiques homosexuals a Irlanda del Nord entre adults consentidors eren una violació de l'article 8 de la Convenció Europea dels Drets Humans, que diu: "Tota persona té dret al respecte de la seva vida privada i familiar, del seu domicili i de la seva correspondència. Només pot haver-hi ingerència d'una autoritat pública en l'exercici d'aquest dret en la mesura que aquesta ingerència sigui prevista per la llei i que constitueixi una mesura que, en una societat democràtica (...)", per la qual cosa el tribunal va fallar a favor de Dudgeon en una votació de 15 vots a 4.
Va declarar que "la restricció imposada al Sr. Dudgeon en virtut de la legislació d'Irlanda del Nord, pel seu abast i caràcter absolut, és, a part de la severitat de les possibles sancions previstes, desproporcionada respecte als objectius que es pretenen aconseguir". No obstant això, la sentència prosseguia: "Correspon als països decidir per si mateixos... qualsevol augment apropiat de l'edat de consentiment en relació amb aquesta conducta".
El Tribunal va considerar, per 14 vots contra 5, que no era necessari examinar també el cas en virtut de l'article 14 pres conjuntament amb l'article 8, ja que si no hauria significat considerar l'aspecte de la discriminació. Va declarar que "una vegada que s'ha considerat que la restricció del dret del demandant al respecte de la seva vida sexual privada dona lloc a una violació de l'article 8 en raó del seu abast i el seu caràcter absolut, no hi ha cap finalitat jurídica útil que serveixi per a determinar si a més ha sofert una discriminació en comparació amb altres persones". Les opinions minoritàries es van escriure sobre tots dos aspectes.